# Estatua de la Libertad
La Libertad iluminando el mundo (en inglés: Liberty Enlightening the World; en francés: La Liberté éclairant le monde), más conocida como la Estatua de la Libertad, es uno de los monumentos más famosos de Nueva York, de los Estados Unidos y de todo el mundo. Se encuentra en la isla de la Libertad al sur de la isla de Manhattan, junto a la desembocadura del río Hudson y cerca de la isla Ellis. La Estatua de la Libertad representa a la diosa romana Libertas y fue un regalo del pueblo francés al pueblo estadounidense en 1886 para conmemorar el centenario de la Declaración de Independencia de los Estados Unidos y como un signo de amistad entre las dos naciones. Fue inaugurada el 28 de octubre de 1886 en presencia del presidente estadounidense de la época, Grover Cleveland. La estatua es obra del escultor francés Frédéric Auguste Bartholdi y la estructura interna fue diseñada por el ingeniero Alexandre Gustave Eiffel. El arquitecto francés Eugène Viollet-le-Duc se encargó de la elección de los cobres utilizados para la construcción de la estatua. El 15 de octubre de 1924, la estatua fue declarada como monumento nacional de los Estados Unidos y el 15 de octubre de 1965 se añadió la isla Ellis. Desde 1984 es considerada Patrimonio de la Humanidad por la Unesco.
La Estatua de la Libertad, además de ser un monumento importante en la ciudad de Nueva York, se convirtió en un símbolo en Estados Unidos y representa, en un plano más general, la libertad y emancipación con respecto a la opresión. Desde su inauguración en 1886, la estatua fue la primera visión que tenían los inmigrantes europeos al llegar a Estados Unidos tras su travesía por el océano Atlántico. En términos arquitectónicos, la estatua recuerda al famoso Coloso de Rodas, una de las siete maravillas del mundo antiguo. Fue nominada para las nuevas siete maravillas del mundo moderno, donde resultó finalista. El nombre asignado por la Unesco es Monumento Nacional Estatua de la Libertad. Desde el 10 de junio de 1933 se encarga de su administración el Servicio de Parques Nacionales de los Estados Unidos.

## Historia

### 

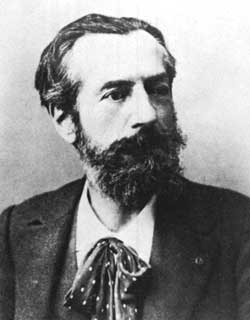
Frédéric Auguste Bartholdi, diseñador de la Estatua de la Libertad.

El jurista y político francés, autor de Paris en Amérique, Eduardo Laboulaye, tuvo la idea de que Francia ofreciera un regalo a Estados Unidos como un obsequio para la conmemoración del centenario de la independencia estadounidense, como recuerdo de la larga amistad entre ambos países y para garantizar la alianza franco-estadounidense. En una conversación con Laboulaye, su amigo el joven escultor alsaciano Frédéric Auguste Bartholdi le había dicho:

je lutterai pour la liberté, j'en appellerai aux peuples libres. Je tâcherai de glorifier la République là-bas, en attendant que je la retrouve un jour chez nous
lucharé por la libertad, lo pediré a los pueblos libres. Trataré de glorificar la República allí, hasta que la reencuentre un día entre nosotros
 Frédéric Auguste Bartholdi.

En esa época, Estados Unidos acababa de salir de la guerra civil que duró de 1861 a 1865 y el país estaba en medio de la reconstrucción. Bartholdi fue contratado para diseñar una estatua, que debería acabarse en 1876, fecha del centenario de la independencia estadounidense. En 1870, Bartholdi talló el primer esbozo en terracota y un modelo que no sirvió, que actualmente se encuentra en el Museo de Bellas Artes de Lyon. Ese mismo año, Francia entró en guerra con Prusia y tuvo que parar el proyecto. El 10 de mayo de 1871, Francia tuvo que ceder el territorio de Alsacia-Lorena al Imperio Alemán. La opinión pública y el gobierno francés se sintieron decepcionados por la simpatía de los Estados Unidos hacia los alemanes, que contaban con un número importante de residentes en suelo estadounidense. El proyecto volvió a ser parcialmente paralizado a causa de los problemas políticos de la Tercera República, que todavía era considerada por muchos como un arreglo temporal y que tenían la esperanza de un retorno de la monarquía. La idea de ofrecer una representación de libertad en una república hermana para Francia, al otro lado del Atlántico, desempeñó un papel importante en la lucha por el mantenimiento de la república francesa.
En junio de 1871, Bartholdi viajó a Estados Unidos. Durante el viaje, escogió la isla de Bedloe, (llamada posteriormente la isla de la Libertad) como ubicación de la estatua y también trató de conseguir seguidores al otro lado del Atlántico. El 18 de julio de 1871, se reunió con el presidente de aquel entonces Ulysses S. Grant, en Nueva York.

### Modelos para la estatua

#### Inspiración para la figura del cuerpo y rostro

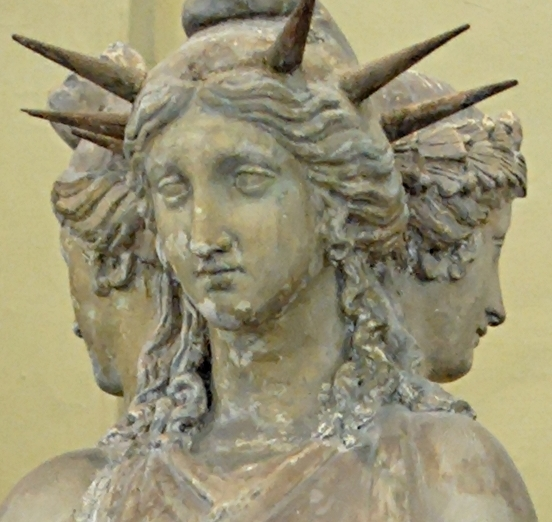
Las coincidencias no son casuales, sino causales. Diosa griega Hécate, protectora de las entradas a los pueblos, es portadora de la antorcha y posee la corona de rayos solares (copia romana en mármol del período helenístico)

Existen diversas hipótesis de los historiadores sobre el modelo que pudo haberse utilizado para determinar la cara de la estatua, aunque ninguna de ellas es realmente concluyente hasta el momento. Definitivamente existe una influencia del arte clásico griego, pero en escala colosal. Los recientes descubrimientos arqueológicos han determinado comparaciones casi exactas entre la antigua diosa griega Hécate y la figura de la estatua, como muy certera inspiración, a partir de las simbologías utilizadas, que son entre otras, la corona de rayos y la antorcha. 

Para el rostro se utilizó un modelo de Isabella Eugenie Boyer, viuda del inventor millonario Isaac Singer, aunque según otras fuentes, Bartholdi se habría inspirado en el rostro de su madre, Charlotte Bartholdi (1801-1891), y es la hipótesis más considerada hasta el presente. La revista National Geographic apoyó esta posibilidad, indicando que el escultor nunca explicó ni desmintió esta semejanza con su madre. Otras versiones sostienen que Bartholdi habría querido reproducir el rostro de una niña encaramada en una barricada sosteniendo una antorcha, al día siguiente del golpe de Estado de Napoleón III. Tal vez simplemente realizó una síntesis de varias caras femeninas, con el fin de dar una imagen neutra e impersonal de la Libertad, inspirada en el concepto realista del arte helénico antiguo.

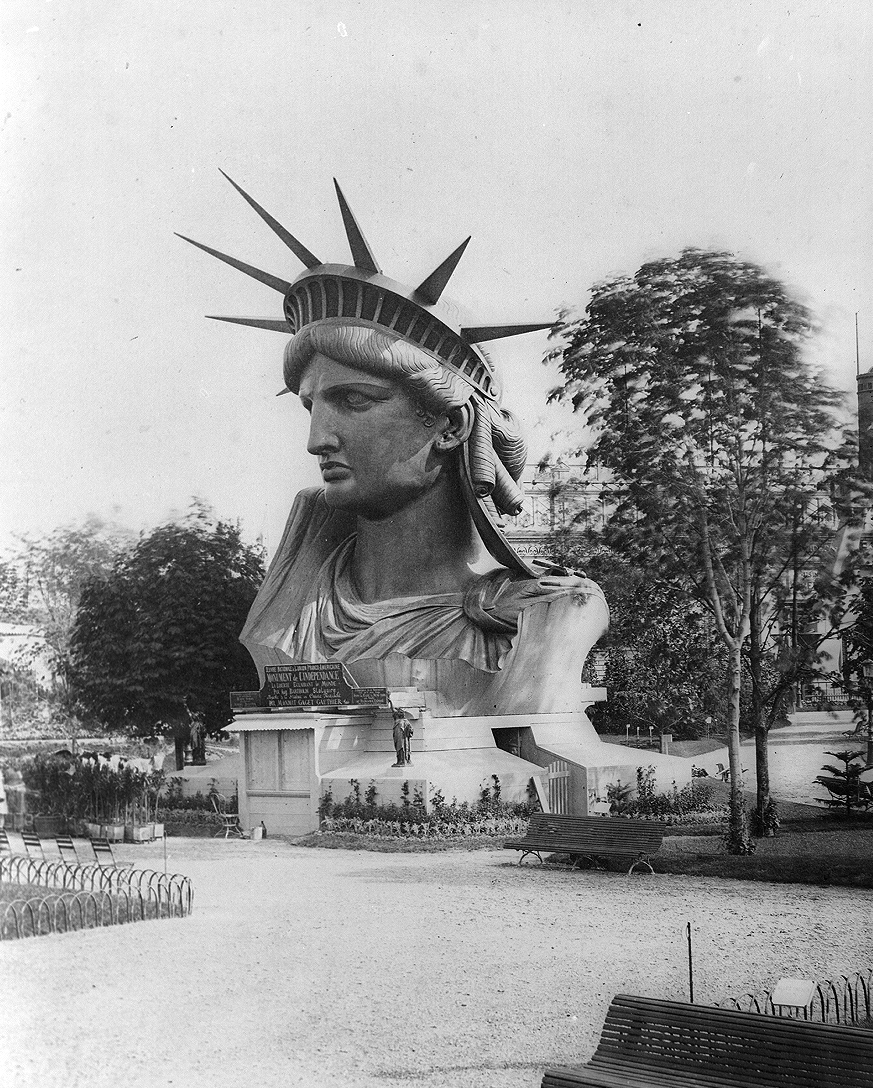
La cabeza de la estatua en exhibición en la Exposición Universal de París (1878).

#### Inspiración en el trabajo
Durante una visita a Egipto, Bartholdi tuvo que hacer un trabajo en el canal de Suez. Este proyecto se inició bajo la dirección del empresario y diplomático francés Ferdinand de Lesseps, que posteriormente se convirtió en uno de sus mejores amigos. Bartholdi imaginó un gran faro, que se encontraría en la entrada del canal, el cual señalaría las rutas. El faro fue ideado como la imagen con apariencia clásica (estola, sandalias, expresión facial) de la diosa Libertas de la mitología romana, divinidad de la libertad. Se pretendía que la luz del faro brillara a través de una venda colocada alrededor de la parte superior del faro, y surgió la idea de una antorcha mantenida en el aire, hacia el cielo. Bartholdi presentó el proyecto al jedive Ismail Pachá en 1867 y nuevamente en 1869, pero el proyecto nunca fue aprobado. Los dibujos del proyecto titulado Egipto lleva la luz a Asia, se asemejan en gran medida a la Estatua de la Libertad, aunque Bartholdi aseguró que el monumento de Nueva York no era una reutilización, sino una obra original.
En cuanto a la coronación de la cabeza, Bartholdi optó por una diadema de rayos solares, en lugar del característico gorro frigio con el que siempre se había ataviado a la diosa Libertas. La utilización de este símbolo en este tipo de representaciones tiene como precedentes dos obras del escultor español Ponciano Ponzano, situadas en Madrid —en el Congreso de los Diputados y en el Panteón de Hombres Ilustres— y realizadas en 1848 y 1855, respectivamente.

### Detalles de la estructura

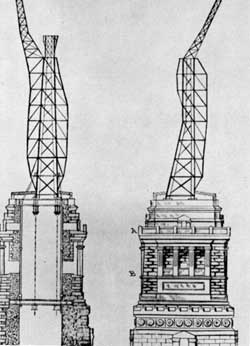
Planos de la estatua, realizados en 1885.

Por mutuo acuerdo entre Francia y Estados Unidos, este último llevaría a cabo la construcción de la base del monumento, mientras que Francia se encargaría de la construcción de la estatua y de su posterior ensamblaje una vez que las piezas se transportaran a suelo estadounidense. Sin embargo, surgieron problemas financieros a ambos lados del Atlántico.
En Francia, la campaña para la promoción de la estatua comenzó en otoño de 1875. Fue la fundación en 1874 de la llamada Unión Franco-Estadounidense, la que se hizo cargo de organizar la recaudación de fondos para la construcción del monumento. Todos los medios de la época se utilizaron para ese propósito: artículos en la prensa, espectáculos, banquetes, impuestos, loterías, etc. Varias ciudades francesas, el Consejo General, la cámara de comercio, el Gran Oriente de Francia y miles de particulares hicieron donaciones para la construcción de la estatua. Hubo un número total de 100 000 donantes. Antes de que finalizara el año 1875, los fondos ascendían a un total de 400 000 francos, pero el presupuesto se incrementó posteriormente hasta 1 000 000 de francos de la época. No fue hasta 1880 que se recogieron el total de los fondos en Francia. Mientras tanto, en Estados Unidos, se hicieron presentaciones teatrales, exposiciones de arte, subastas, así como combates de boxeo profesional para recaudar fondos para la construcción.

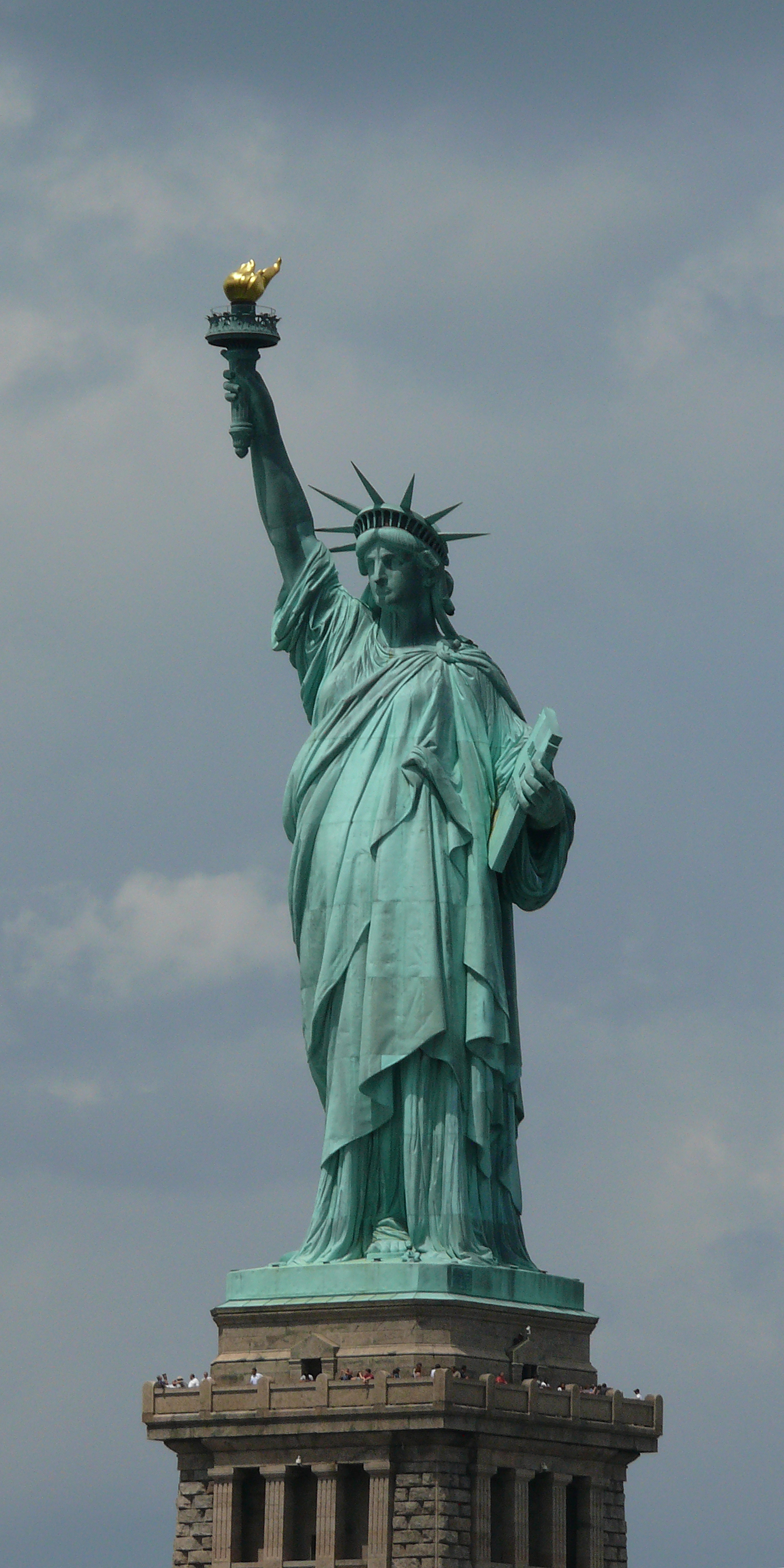
Originalmente de color bronce, ahora es de color cardenillo (turquesa) debido a la oxidación de las planchas de bronce que la cubren.

Mientras tanto, en Francia, Bartholdi buscó un ingeniero para que se encargara del diseño de la estructura interna de la estatua, en cobre. Gustave Eiffel fue contratado para llevar a cabo dicha labor, además de crear una torre interna que soportara la estatua y diseñar un esqueleto secundario interno que permitiera que la piel de cobre se mantuviera en posición vertical. Las piezas de cobre fueron construidas en los talleres de la empresa «Gaget, Gauthier et Cie», en 1878. Las planchas de cobre fueron una donación de Pierre-Eugene Secrétan. Los trabajos de precisión se encargaron al ingeniero Maurice Koechlin, hombre de confianza de Eiffel, con el que también trabajaría en la construcción de la Torre Eiffel.
Bartholdi tenía la esperanza de que la estatua estuviera completada y montada para el 4 de julio de 1876, fecha del centenario de la independencia de Estados Unidos. Hubo una demora en el inicio de la construcción y, a continuación, algunos problemas durante el período de construcción retrasaron la obra: el yeso de la mano se rompió en marzo de 1876. Esta última, con parte del brazo, se expuso en septiembre de 1876 en la Exposición del Centenario de Filadelfia. Los visitantes pudieron subir por una escalera que conducía al balcón situado en torno a la antorcha pagando tan solo 50 centavos. Fotografías, carteles y modelos de la estatua fueron vendidos durante la exposición. El dinero recaudado se usó para completar los trabajos. Dos años más tarde, en junio de 1878, la cabeza de la estatua fue mostrada al público en los jardines del Campo de Marte con ocasión de la Exposición Universal de París, donde los visitantes podían entrar en la cabeza y subir hasta la corona usando una escalera de 43 metros.

### Patente de la estatua

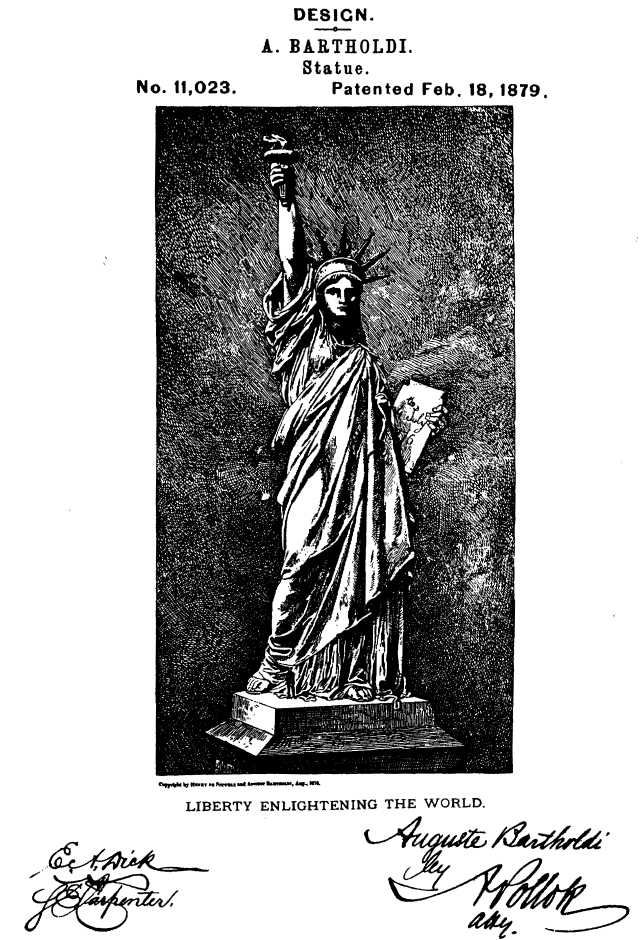
La patente de la estatua, obtenida por Bartholdi en 1879.

El 18 de febrero de 1879, Bartholdi obtuvo en Estados Unidos la patente para el monumento, con el número D11.023.
Esta patente la describía en los siguientes términos:

a statue representing Liberty enlightening the world, the same consisting, essentially, of the draped female figure, with one arm upraised, bearing a torch, and while the other holds an inscribed tablet, and having upon the head a diadem, …
una estatua que representa Libertad que ilumina el mundo, que consiste, esencialmente, en una figura femenina cubierta, con un brazo alzado, aguantando una antorcha, y mientras el otro sostiene una placa inscrita, y tiene sobre la cabeza una diadema, …
U.S. Patent D11,023

La patente también especificaba que el rostro de la estatua tenía "rasgos clásicos, pero al mismo tiempo se encuentra seria y tranquila" …, y ligeramente inclinada hacia la izquierda para descansar sobre la pierna izquierda, con toda la figura que permanece en equilibrio.

### Adquisición de la isla

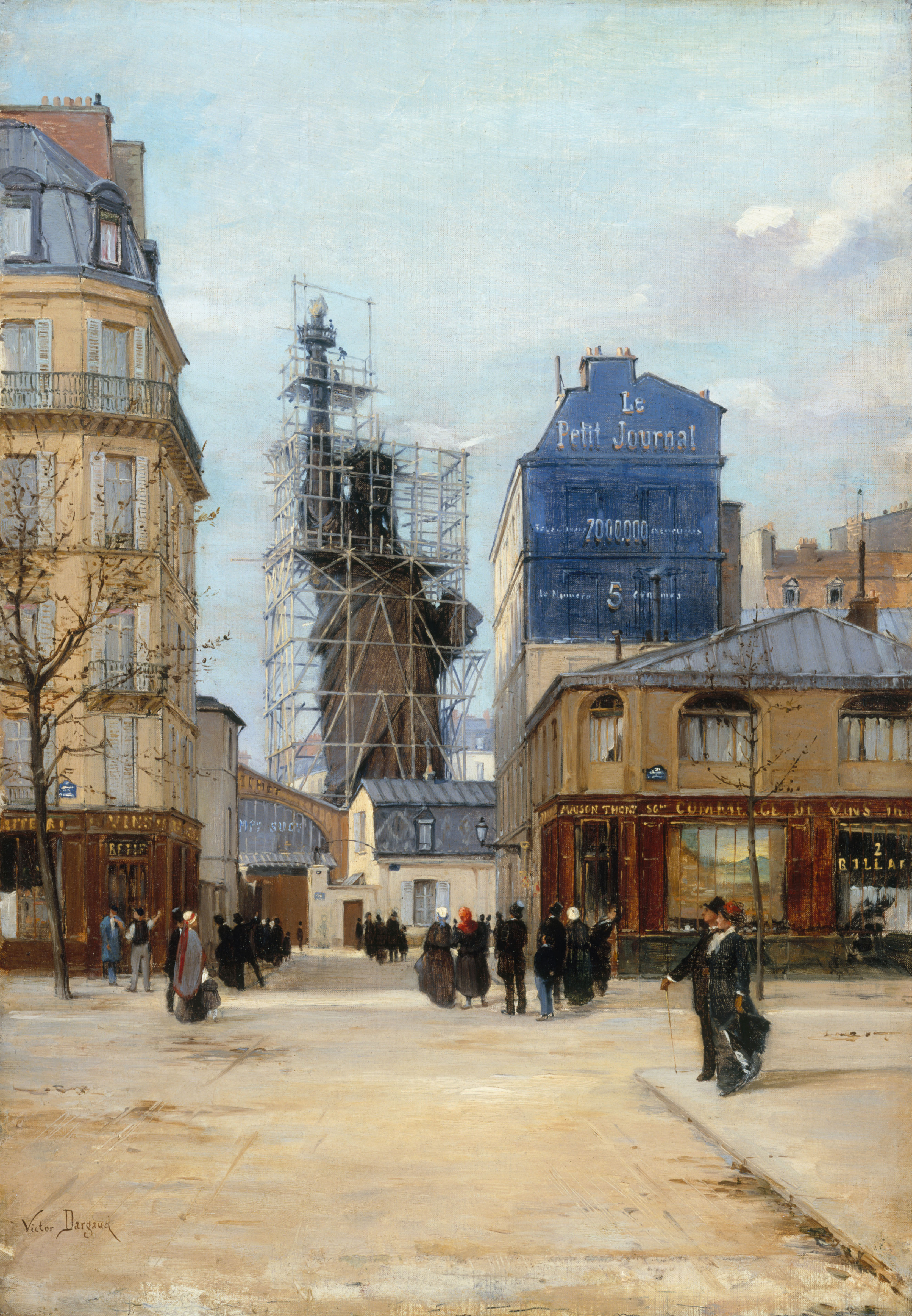
La estatua en los talleres «Gaget, Gauthier et Cie», en la calle de Chazelles de París.

La estatua se encuentra situada en la isla de la Libertad en el puerto de Nueva York. Originalmente a la isla se la conocía como isla de Bedloe, y sirvió como una base militar. En ella se alojó el fuerte Wood, un antiguo bastión de artillería construido en granito y cuyos cimientos en forma de estrella de once puntas sirvieron de base para la construcción del zócalo de la estatua. La elección del terreno y su obtención requirieron de varios pasos. En 1887, el Congreso de los Estados Unidos dio su aprobación para la construcción de la estatua; y el general W. T. Sherman fue nombrado para designar el terreno donde se construiría el monumento. Este escogió como emplazamiento la isla de Bedloe. Quince años antes de su inauguración, Bartholdi, con gran entusiasmo, ya había previsto la construcción de la estatua en la isla de Bedloe, fascinado por la juventud y promesas de libertad de esa nación, imaginándola orientada hacia la Europa a cuyos inmigrantes había y continuaría acogiendo En 1956 el Congreso de Estados Unidos cambió el nombre de la isla Bedloe por el de Isla de la Libertad (Liberty Island).
El embajador de los Estados Unidos en Francia, Levi P. Morton, colocó el primer remache de la construcción de la estatua en París el 24 de octubre de 1881.

### Etapa final de construcción y montaje

#### Pedestal

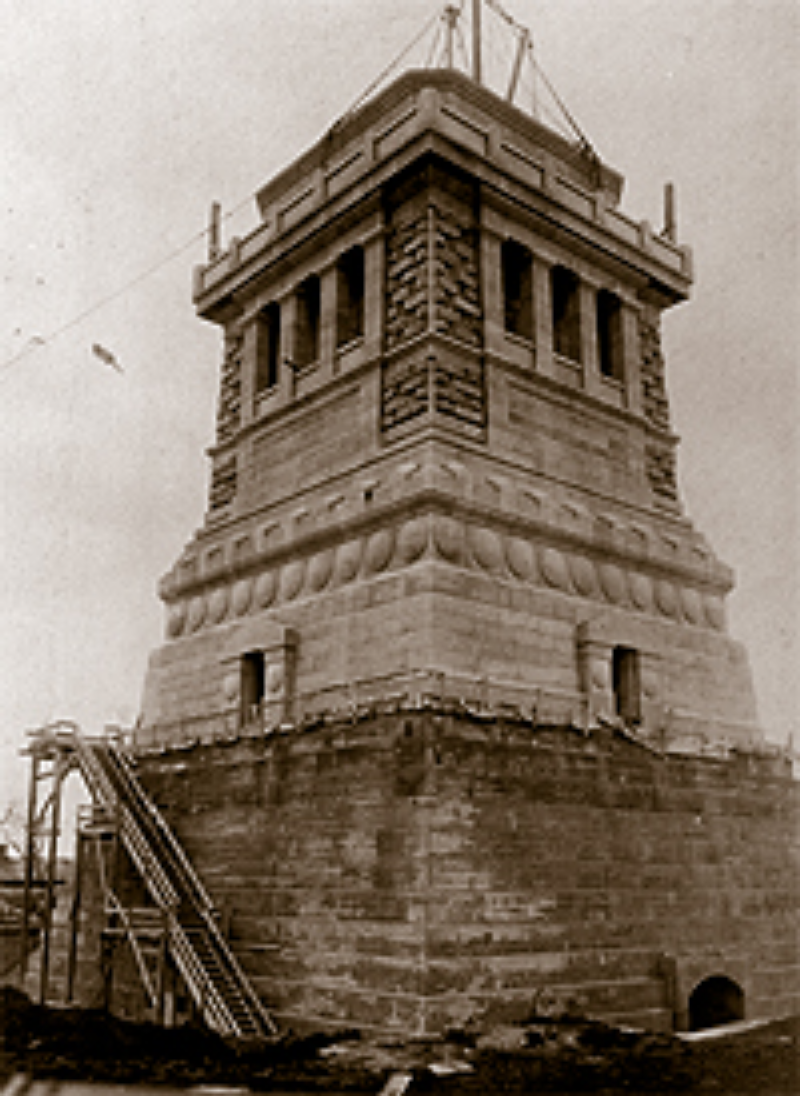
Proceso de construcción del pedestal, diseñado por el arquitecto Richard Morris Hunt.

La realización de la inmensa base de la estatua había sido confiada por Bartholdi a los estadounidenses, mientras que los franceses asumieron la construcción de la estatua y su correspondiente montaje.
La recaudación de fondos para llevar a cabo la construcción de la base en Estados Unidos, se encontraba bajo la responsabilidad del fiscal general, William M. Evarts. Dado que la construcción avanzaba muy lentamente, Joseph Pulitzer (famoso por el premio que lleva su nombre) aceptó poner a disposición de los responsables de la construcción las primeras páginas del New York World, y llevó a cabo una gran campaña de publicidad para recaudar fondos. El diario también fue utilizado para criticar a las clases altas, mostrando su incapacidad para recaudar los fondos necesarios, así como las clases medias, que contaban con los más ricos para hacerlo. Las duras críticas del periódico tuvieron un impacto positivo, fomentando a los donantes privados a incrementar sus aportaciones y proporcionando al mismo tiempo publicidad al periódico, ya que se registraron unos 50 000 nuevos abonados durante este período.
Los fondos necesarios para la construcción del sótano diseñado por el arquitecto estadounidense Richard Morris Hunt y realizado por el ingeniero Charles Pomeroy Stone, se reunieron en agosto de 1884. La primera piedra del pedestal fue colocada el 5 de agosto de 1884, mientras que la base, en su mayoría compuesta por piedra de Kersanton, fue construida entre el 9 de octubre de 1883 y el 22 de agosto de 1886.
Cuando se colocó la última piedra del monumento, los albañiles cogieron varias monedas de sus bolsillos, y las echaron en el mortero. Los participantes en la ceremonia dejaron sus tarjetas de visita, medallas y periódicos en un pequeño cofre de bronce, y lo depositaron en el zócalo.
En el corazón del bloque que compone la base, dos series de vigas la unen directamente con la estructura interna diseñada por Gustave Eiffel de manera que la estatua forme un todo con su pedestal. La piedra que compone la base de la Estatua de la Libertad proviene de las canteras de una aldea de Francia, Euville en el departamento de Mosa, famosa por la blancura de su piedra y por sus cualidades de resistencia a la erosión y al agua de mar.

#### Travesía del Atlántico, ensamblaje e inauguración

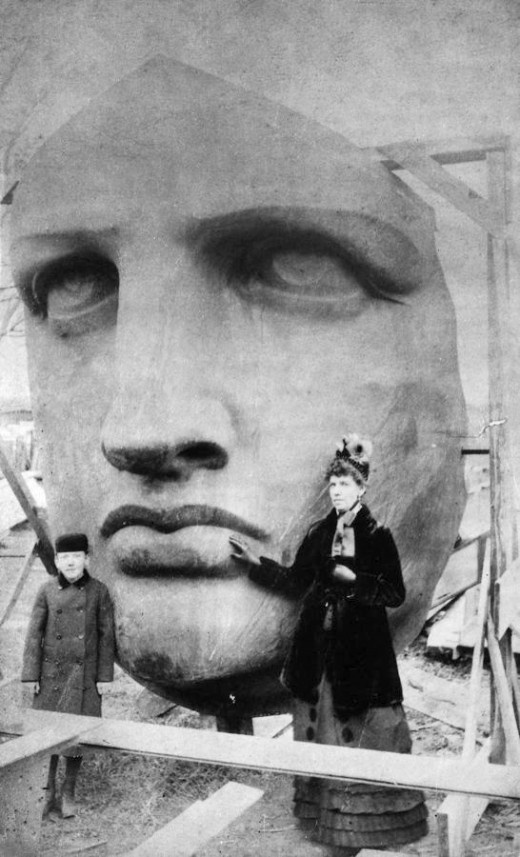
Desembalado de la cara de la estatua el 17 de junio de 1885.

Las distintas partes de la estatua fueron terminadas en Francia en julio de 1884. La estatua recibió hasta entonces múltiples visitas, como la del presidente de la república francesa Jules Grévy y el escritor Victor Hugo. El desmontaje comenzó en enero de 1885.
La estatua fue enviada a Ruan en tren, luego bajó el Sena en barco, antes de llegar al puerto de El Havre. El monumento llegó a Nueva York el 17 de junio de 1886, a bordo de la fragata francesa Isère, y recibió una acogida triunfal por parte de los neoyorquinos. Para hacer posible la travesía por el Atlántico, la estatua fue desmantelada en 350 piezas, divididas en 214 cajas, teniendo en cuenta que el brazo derecho y su llama estaban ya presentes en suelo estadounidense, donde habían sido expuestos en la Exposición del Centenario de Filadelfia y luego en Nueva York. 36 cajas fueron reservadas para las tuercas, los remaches y los pernos necesarios para la ensambladura. Una vez llegada a su destino, la estatua fue ensamblada en cuatro meses, sobre su nuevo pedestal. Las diferentes piezas fueron unidas por remaches de cobre y el vestido permitió resolver los problemas de dilatación.
El 28 de octubre de 1886, la Estatua de la Libertad fue inaugurada en presencia del presidente estadounidense de la época, Grover Cleveland, antiguo gobernador del estado de Nueva York, delante de 600 invitados y millares de espectadores. Frédéric Desmons, por entonces vicepresidente del Senado galo, representó a Francia durante la inauguración. Ferdinand de Lesseps y numerosos francmasones estaban también presentes. El monumento representaba así un regalo que celebraba el centenario de la independencia estadounidense, aunque entregado con diez años de retraso. El éxito del monumento creció rápidamente: en las dos semanas que siguieron a la inauguración, cerca de 20 000 personas se habían presentado para admirarlo. La frecuentación del sitio pasó de 88 000 visitantes al año, a un millón en 1964 y a tres millones en 1987. Actualmente recibe en torno a 3,5 millones de personas al año.

### Período como faro en Nueva York
La estatua funcionó como faro entre la fecha de su montaje y 1902. En aquella época, la US Lighthouse Board estaba encargada de asegurar su funcionamiento. Se había asignado un guardián del faro a la estatua y el poder de su haz luminoso era tal, que era visible a una distancia de 39 kilómetros. Se instaló un generador eléctrico en la isla con el fin de suministrar potencia a la estructura.

## Evolución de la estatua

### Renovaciones y reformas

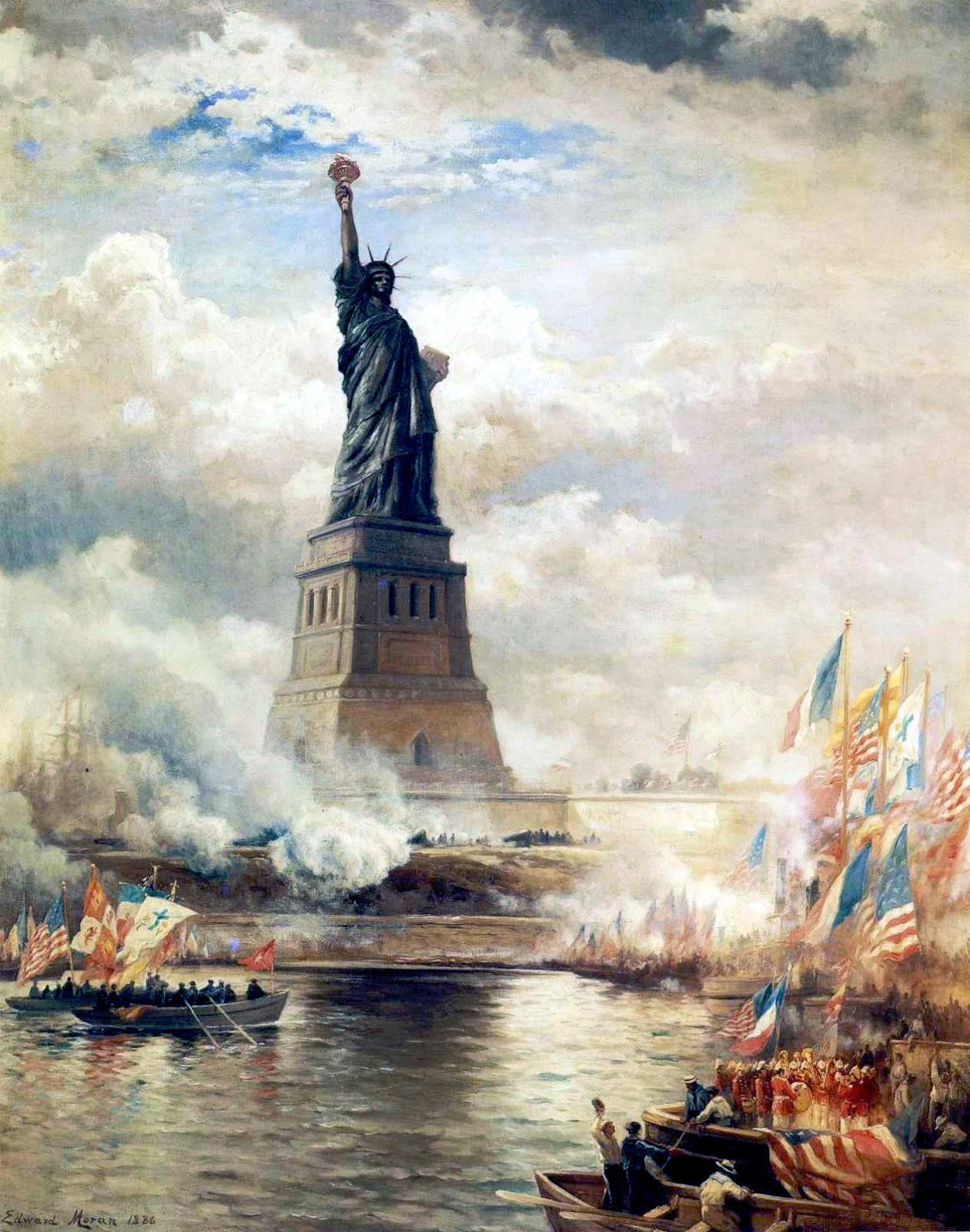
Inauguración de la Estatua de la Libertad iluminando al Mundo (1886) óleo sobre lienzo de Edward Moran. Colección J. Clarence Davies, Museum of the City of New York.

Desde su inauguración en 1886, el monumento ha experimentado múltiples renovaciones y reformas:
Sistema de iluminación
El sistema de iluminación original ha sido sustituido varias veces por un equipamiento más moderno. En 1916 el presidente Woodrow Wilson inauguró el primer sistema que cumplía con las expectativas iniciales de iluminación de la estatua, consistente en doscientos cuarenta y seis proyectores, utilizando lámparas incandescentes de 250 W, situados en las puntas de la estrella de la base del monumento y otros puntos de la isla, y quince de 500 W en la antorcha. Posteriormente, en 1931 y 1945 se intensificó la iluminación anterior, se añadieron efectos más vistosos y se eliminaron sombras.
Rediseño de la antorcha
Junto con el proyecto de mejora de la iluminación de 1916, la antorcha, que era inicialmente de cobre, fue reformada utilizando un total de 600 piezas individuales de vitral de color amarillo para realzar y embellecer los efectos luminosos al encenderse. Este trabajo fue ejecutado por Gutzon Borglum, conocido por sus colosales esculturas de monte Rushmore. También se aumentó la potencia luminosa de la antorcha. El 30 de julio de ese mismo año, debido a un acto de sabotaje conocido como explosión Black Tom, el acceso a la antorcha fue oficialmente clausurado.
Ascensor y calefacción
Aunque cuando se inició la construcción de la base ya se había previsto la instalación de un ascensor en su interior, el primero no fue instalado hasta 1908-9. Con posterioridad se sustituyó por uno más moderno en 1931.
En 1949 se instaló un sistema de calefacción en la base de la estatua. Antes de esta mejora, durante los meses de invierno, la enorme masa de la base (unas 48 000 toneladas) se hizo cada vez más fría, y cuando en marzo el aire exterior se hacía más caliente se producía una condensación que impregnaba las paredes y que perjudicaba la estructura y sus instalaciones. Por otra parte, la calefacción, además de solucionar los problemas de enfriamiento y condensación en la base, añadía un mayor confort a los empleados y visitantes.
Mejoras estructurales
En 1937 se sustituyeron varias plataformas y escaleras en el pedestal de la estatua. Se procedió a una inspección de la estructura y las planchas de cobre de la estatua, desde la antorcha hasta las vigas sobre las que se apoya la estructura. El soporte de hierro fue sustituido en las secciones donde se había oxidado, y los remaches que se habían soltado se cambiaron por unos nuevos y los marcos de la corona de la cabeza fueron reconstruidos con unos nuevos de hierro. No se efectuaron reformas en la escalera en espiral del interior de la estatua.

### Obras de restauración durante los años 1980

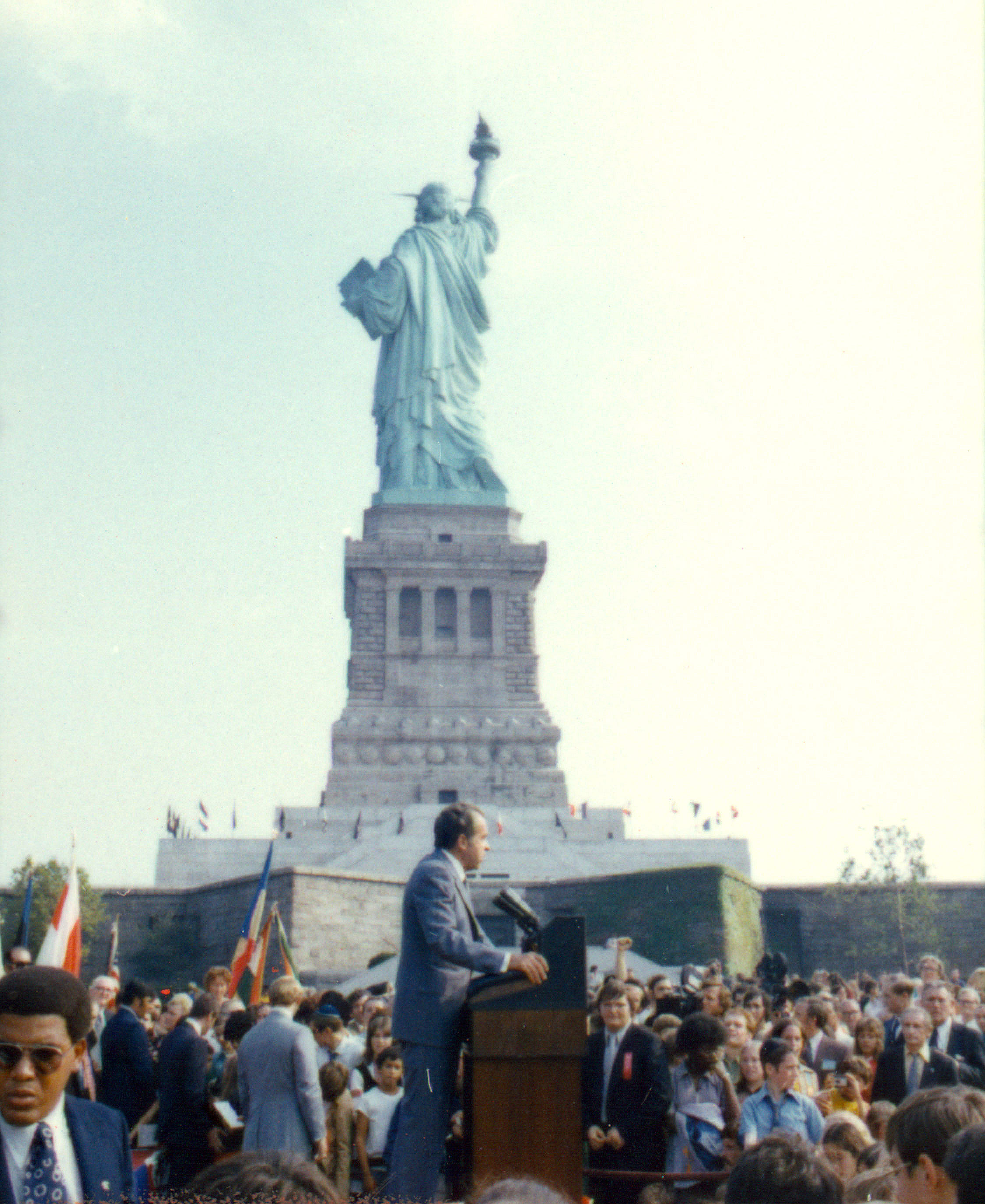
Visita del presidente Richard Nixon a la estatua el 26 de septiembre de 1972 para la apertura del Museo Estadounidense de Inmigración.

La Estatua de la Libertad fue uno de los primeros monumentos que se beneficiaron de lo que en Estados Unidos se conoce como una campaña de cause marketing. En efecto, en 1983, el monumento fue el centro de una operación de promoción llevada a cabo por American Express, que pretendía recaudar fondos para mantener y renovar el edificio. Se acordó que cada compra realizada con una tarjeta American Express conllevaría una donación de un centavo de dólar por parte de la empresa bancaria. La campaña permitió así reunir 1.7 millones de dólares. En 1984, la estatua fue cerrada con el fin de realizar trabajos, por un importe de 62 millones de dólares, llevados a cabo con ocasión de su centenario. El presidente de Chrysler, Lee Iacocca, fue nombrado por el presidente Ronald Reagan para encabezar la comisión encargada de la supervisión de las obras (aunque fue destituido posteriormente para «evitar cualquier duda sobre un posible conflicto de intereses»).
Los obreros encargados de los trabajos levantaron un andamiaje alrededor del edificio, ocultando a la vista el monumento hasta la ceremonia del centenario, el 4 de julio de 1986. Los trabajos en el interior de la estructura comenzaron con el empleo de nitrógeno líquido con el fin de quitar las diferentes capas de pintura aplicadas al armazón de cobre durante varias décadas. Una vez eliminadas estas capas de pintura, no quedó más que la base original de alquitrán que servía para tapar agujeros y evitar la corrosión. El alquitrán fue a su vez eliminado utilizando bicarbonato sódico, sin que la estructura de cobre sufriera ningún daño. Los agujeros más grandes en el cobre fueron pulidos, antes de ser recubiertos por nuevas plaquetas.

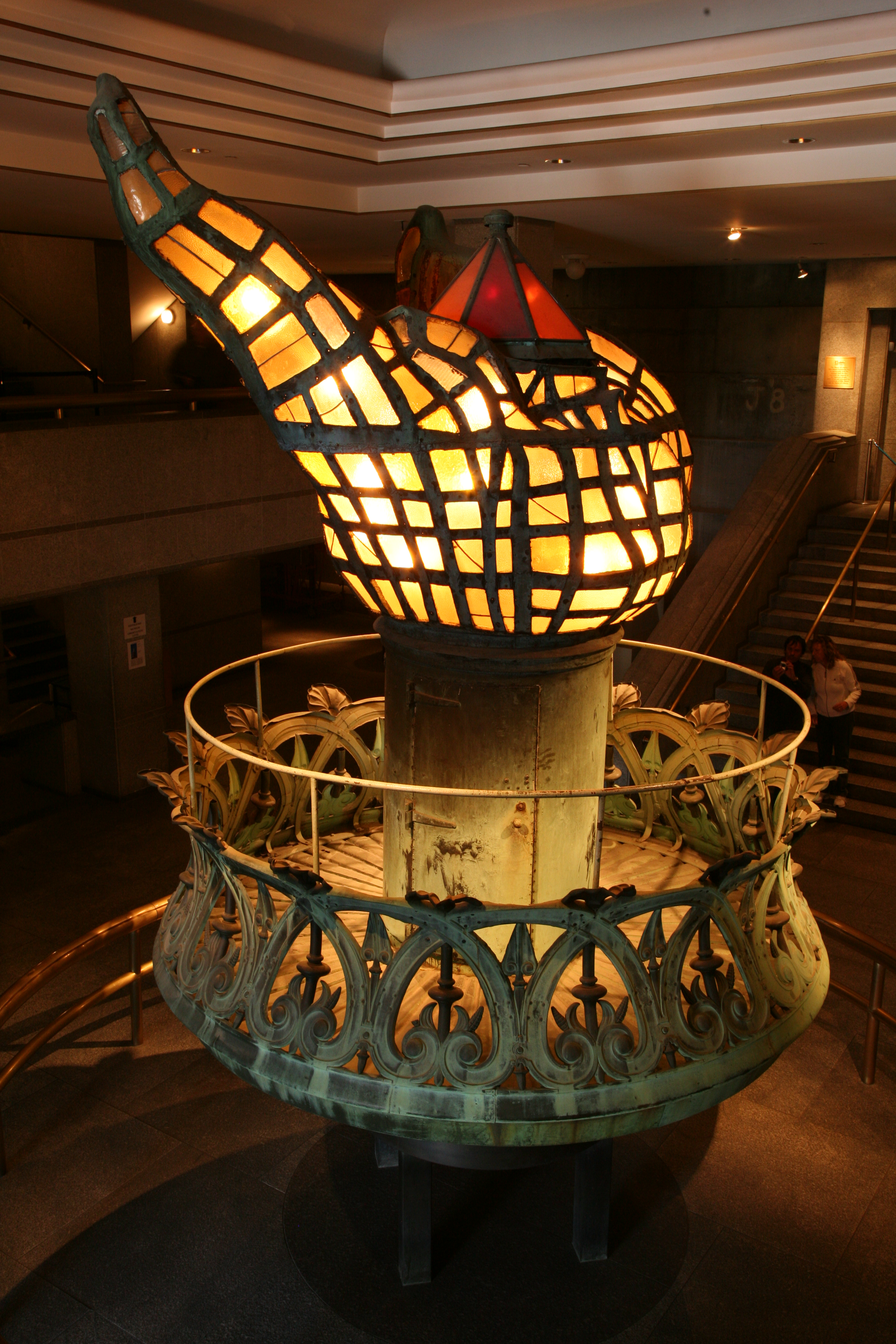
La antorcha original, reemplazada por otra en 1986.

Cada una de las 1350 costillas de hierro que sostenían la «piel» debió ser retirada y luego reemplazada. El hierro había sufrido una fuerte corrosión galvánica en todas aquellas partes donde estaba en contacto con la piel de cobre, perdiendo hasta la mitad de su grosor. Bartholdi había anticipado este fenómeno y previsto una combinación de amianto y brea para separar ambos metales, pero el aislamiento se había deteriorado décadas antes. Las barras de hierro fueron reemplazadas por nuevas barras modeladas de acero inoxidable, con una película de teflón que las separan del cobre para obtener un mejor aislamiento y reducción de la fricción.
La estructura interna del brazo derecho (el que se mantiene erguido sosteniendo la antorcha) fue reconstruida. En el momento de la construcción de la estatua, el brazo había sido desplazado 46 centímetros a la derecha y hacia adelante con relación a la estructura central de Eiffel, mientras que la cabeza había sido desplazada 0,61 cm a la izquierda, lo que había estado poniendo en peligro el armazón. Se cree que Bartholdi habría tomado esta decisión sin consentimiento de Eiffel después de ver que el brazo y la cara estaban demasiado próximos. Los ingenieros consideraron los trabajos de refuerzo de 1937 como insuficientes, y añadieron una sujeción diagonal en 1984 y 1986 para hacer el brazo estructuralmente más sólido.
La antorcha que sostiene en su mano la estatua no es la que enarbolaba en el momento de su inauguración en 1886. Durante estas obras de restauración fue reemplazada por una nueva antorcha recubierta con láminas de oro, que es iluminada por lámparas colocadas sobre el balcón que la rodea. En 1985, para renovar la antorcha de la estatua, los Estados Unidos acudieron a una empresa de Bezannes, cerca de Reims, donde trabajan artesanos expertos en artesanía del hierro de obras de arte. Un equipo de Reims reemplazó la vieja antorcha, corroída por el óxido, por una nueva. La antigua antorcha se expone actualmente en el museo situado en el vestíbulo del monumento.
Además de la sustitución de la mayor parte del hierro del armazón interno con acero inoxidable y el refuerzo estructural de la propia estatua, la restauración de mediados de los años 1980 también incluyó la renovación de la escalera de hierro interna, la sustitución del ascensor situado en el interior de la base por uno más moderno y la mejora de los sistemas de control de ventilación.
La Estatua de Libertad se reabrió al público el 5 de julio de 1986, durante la celebración del Liberty Weekend.

### La celebración del centenario de la estatua

La primera dama Nancy Reagan (vestida de rojo) en la ceremonia de reapertura al público de la estatua el 4 de julio de 1986.

La Estatua de la Libertad fue inaugurada el 28 de octubre de 1886, declarada Monumento Nacional estadounidense el 15 de octubre de 1924, y confiada su administración al Servicio de Parques Nacionales el 10 de junio de 1933. En 1986, la celebración del centenario de la Estatua de la Libertad consistió en cuatro días de festividades que se denominaron Liberty Weekend. Las celebraciones comenzaron el 3 de julio con una ceremonia de apertura en Governors Island y finalizaron el 6 de julio en el Giants Stadium de Nueva York. Estos cuatro días de fiestas marcaron el fin de las obras de restauración del monumento llevadas a cabo desde principios de los años 1980, bajo la tutela de la fundación Statue of Liberty-Ellis Island. Estas obras, en las cuales las aportaciones de la empresa Chrysler tuvieron un papel predominante, terminaron justo a tiempo para la ceremonia del centenario del monumento, donde se rindió homenaje a la estatua a lo largo del Liberty Weekend.
La ceremonia inaugural, celebrada el jueves 3 de julio, tuvo como invitado de honor al por entonces presidente de la república francesa François Mitterrand y atrajo a numerosos personajes del espectáculo, como Gregory Peck o Elizabeth Taylor. El presidente estadounidense Ronald Reagan pronunció un discurso donde destacó la amistad entre Francia y los Estados Unidos e hizo una mención hacia los trabajadores que llevaron a cabo los trabajos de restauración. A continuación descubrió de nuevo la estatua (tapada desde el inicio de las obras), y pronunció un segundo discurso en el momento de encender la antorcha de la estatua, tras el despliegue de unos fuegos artificiales. Después se llevaron a cabo varias actuaciones a cargo de Neil Diamond, Frank Sinatra y Mijaíl Barýshnikov, entre otros. Por último se entregó la Medalla de la Libertad a destacadas personalidades que, aunque no nacieron en el país, adquirieron la ciudadanía estadounidense: Henry Kissinger, Ieoh Ming Pei, Irving Berlin, Hanna Holborn Gray, Kenneth Bancroft Clark, Elie Wiesel, Albert Sabin, James Reston, An Wang, Itzhak Perlman, Franklin Chang-Díaz y Bob Hope.
El 4 de julio, día de la fiesta nacional estadounidense, durante la mañana se celebró, con el presidente Reagan en la cubierta del acorazado USS Iowa, una revista naval de barcos de guerra y grandes veleros en el río Hudson, compuesta por 33 buques de 14 naciones. Por la noche se celebró un concierto con la participación del compositor John Williams. A la mañana siguiente, la esposa del presidente, Nancy Reagan pronunció un discurso que marcaba la reapertura oficial de la estatua al público, y por la tarde, se celebró una ópera en Central Park. El 6 de julio, la ceremonia de clausura se celebró en el Giants Stadium situado en Nueva Jersey (que, geográficamente, se encuentra más próximo a la estatua).

### Las consecuencias del 11 de septiembre

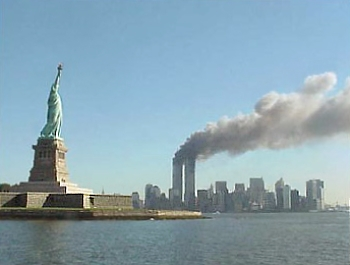
La Estatua de la Libertad y, en segundo plano, las «torres gemelas» del World Trade Center antes de derrumbarse.

Inicialmente era posible visitar el interior de la estatua. Los visitantes llegaban por transbordador a la isla de la Libertad, generalmente desde Battery Park, y tenían la oportunidad de ascender a través de la única escalera de caracol en el interior de la estructura metálica. Cuando la estatua estaba expuesta al sol, era frecuente que la temperatura dentro del monumento fuera muy elevada. Unas treinta personas podían ascender los 354 escalones que conducen a la cabeza de la estatua y a su corona. Desde allí era posible apreciar unas vistas del puerto de Nueva York, aunque no el panorama urbano de Manhattan, contrariamente a la creencia popular. Esto se explica por el hecho de que la cara de la estatua está orientada hacia el océano Atlántico y Europa, no hacia el Oeste. Además, la vista fue restringida parcialmente dado que las 25 ventanas de la corona son más bien pequeñas y la mayor de ellas sólo tiene 46 centímetros de altura. No obstante, esto no desanimaba a los turistas, que debían esperar tres horas por término medio para acceder al recinto de la estatua, sin contar la espera en el transbordador y la ventanilla de venta de billetes.
Después de los atentados del 11 de septiembre de 2001, se prohibió el acceso a la isla de la Libertad hasta diciembre del mismo año y el acceso del público al monumento no se permitió hasta el 3 de agosto de 2004. El acceso a la corona estuvo cerrado hasta 2009. Durante ocho años, solo la base de la estatua y los diez primeros pisos estaban abiertos a los visitantes, a condición de que éstos estuvieran en posesión del pase de acceso al monumento. Generalmente es posible obtenerlo tras una reserva con, al menos, dos días de antelación antes de la visita, y mostrarlo antes de acceder al transbordador. Sin embargo, aunque el interior de la estatua sea inaccesible, una nueva plataforma con techo de vidrio permite ver, alzando la vista, la estructura interna realizada por Gustave Eiffel. Todos los visitantes que deseen acceder a la isla de la Libertad son controlados antes de subir al transbordador y nuevamente al acceder a la base del monumento, de forma similar que en los aeropuertos.
El 4 de agosto de 2006, Fran P. Mainella, directora del Servicio de Parques Nacionales, en una carta al congresista por Nueva York Anthony D. Weiner, declaró que la corona y el interior de la estatua permanecerían cerrados indefinidamente. La carta indicaba que «la actual reglamentación de los accesos refleja una estrategia de dirección responsable con los mejores intereses de todos nuestros visitantes». Sin embargo, en los últimos años se están produciendo múltiples iniciativas para reabrir la estatua al público y permitir el acceso a la corona. Así, en el mismo año 2006, un proyecto de ley (S. 3597) se tramitó en el Senado proponiendo su acceso al público, en julio de 2007 se propuso una medida similar en la Cámara de Representantes, y en julio de 2008 surgieron noticias sobre estudios del Servicio Nacional de Parques para reformar los accesos a la estatua que permitan la entrada al público. El 23 de enero de 2009, Ken Salazar, Secretario del Interior bajo la presidencia de Barack Obama, declaró que estaba considerando la reapertura del acceso a la corona de la Estatua a los turistas, y el 8 de mayo Salazar anunció en una entrevista en un programa televisivo que la corona se volvería a abrir al público el 4 de julio de 2009. Finalmente el interior de la estatua y el acceso a la corona se reabrieron al público el día anunciado, aunque por motivos de seguridad el acceso quedó restringido a un máximo de 240 turistas al día en grupos de un máximo de 10 personas cada vez.
El acceso al público volvió a cerrarse por completo el 9 de agosto de 2010 para acometer unas obras de instalación de nuevas escaleras a prueba de incendios, ascensores y salidas de emergencia, con un presupuesto de 26 millones de dólares. Esta intervención, que ya estaba planificada, se aceleró tras una falsa alarma de incendio en julio, que puso de manifiesto la insuficiencia de la escalera de caracol como única salida de emergencia existente. La Estatua reabrió el 12 de octubre de 2011, pocos días antes del 125.º aniversario de su inauguración.[actualizar]

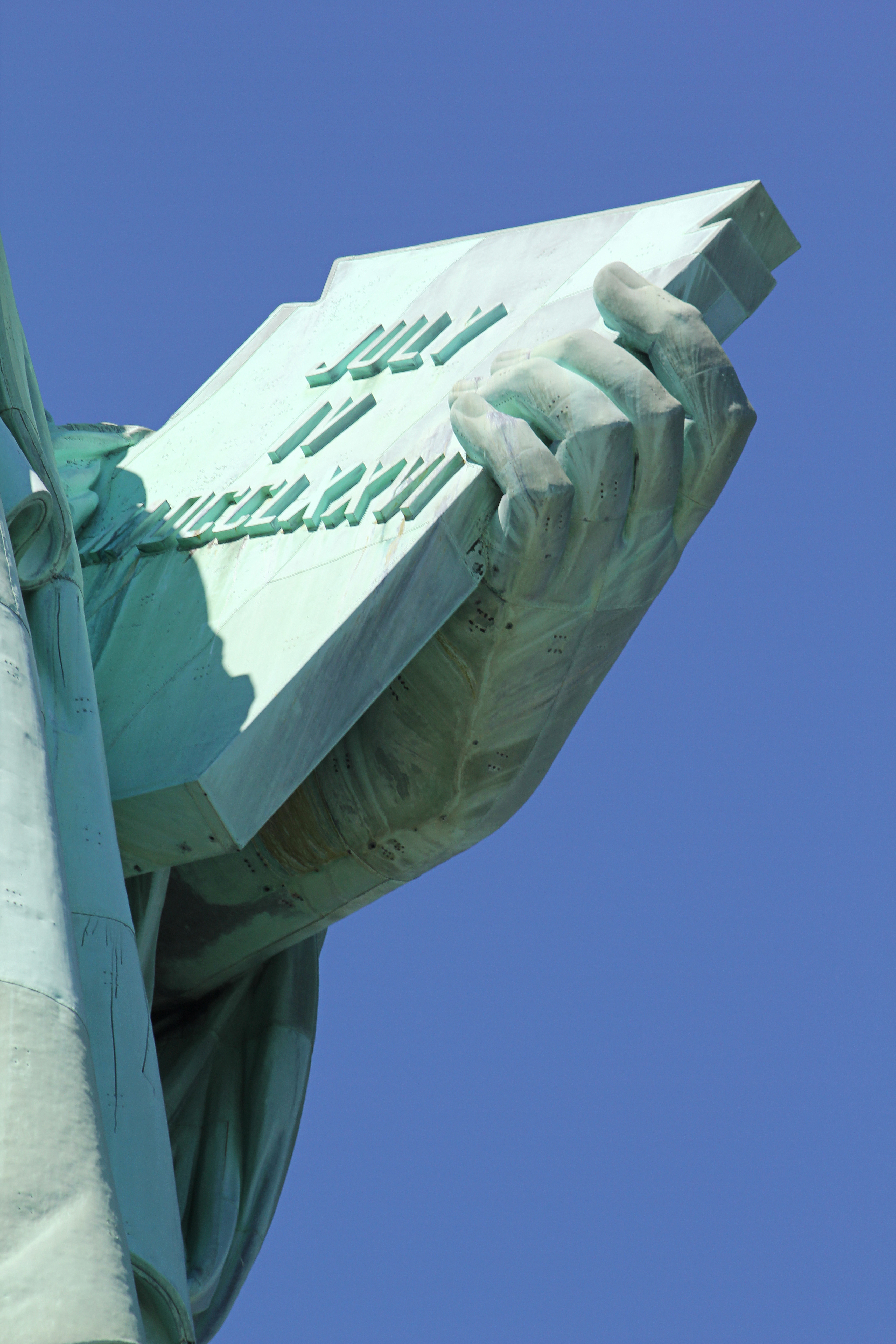
Detalle de la mano izquierda de la estatua.

## Descripción y simbología

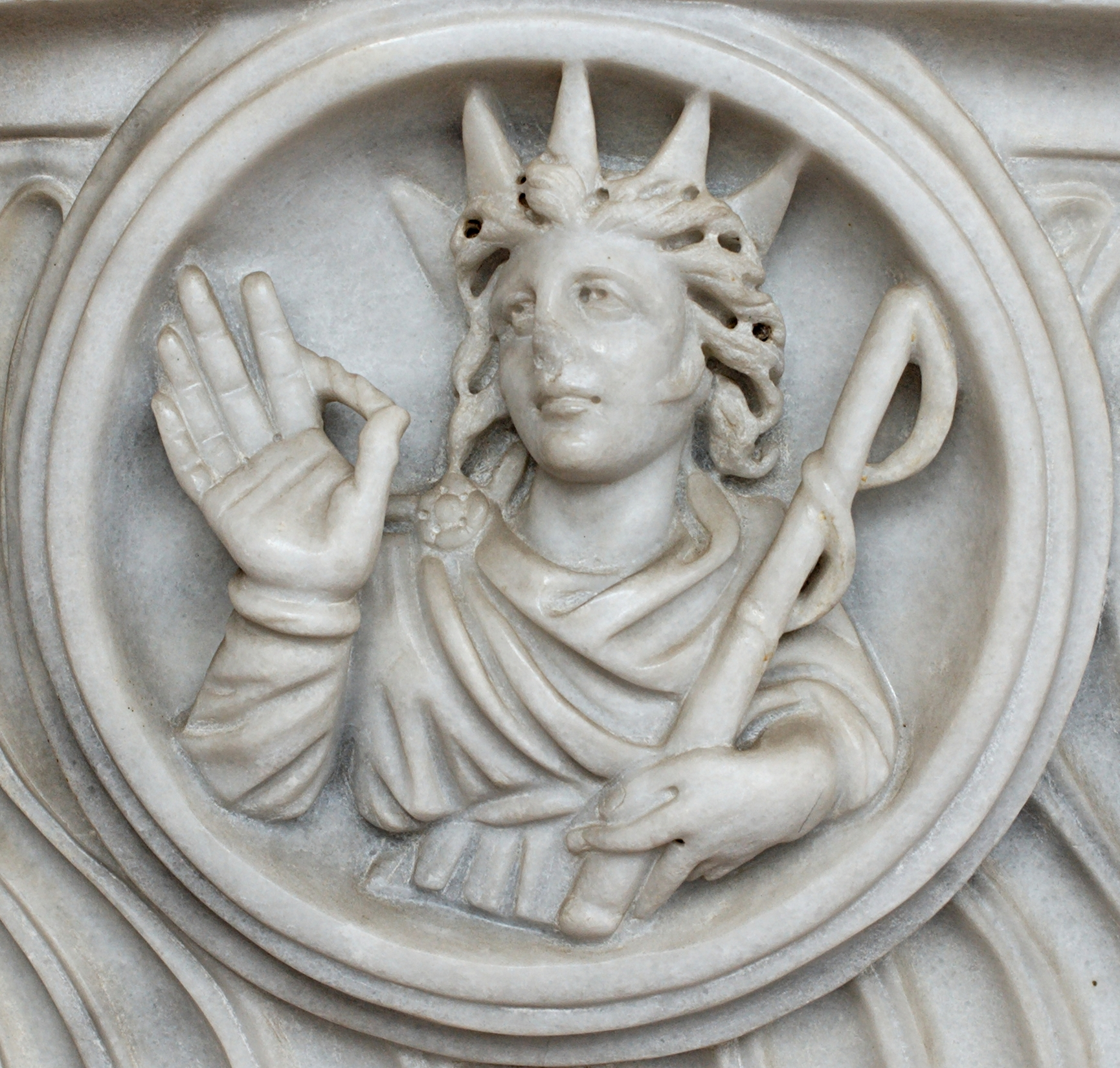
Helios, personificación del Sol de la Antigüedad. Detalle de un sarcófago romano del. Los rayos de su diadema recuerdan a los de la Estatua de la Libertad.

La estatua representa a una mujer en posición vertical, vestida con una especie de estola amplia y en su cabeza tiene una corona con siete picos, que simbolizan los siete continentes y los siete mares. Hay 25 ventanas en la corona que representan gemas encontradas sobre la tierra y los rayos del cielo que brillan sobre el mundo. La diadema recuerda a la que portaba Helios, personificación del Sol en la mitología griega. Bartholdi optó por la corona, y no se decidió por el gorro frigio, símbolo de libertad desde la Antigüedad. La estatua blande en su mano derecha una antorcha encendida, mantenida en alto. La antorcha nos remite al siglo de las luces, aunque algunos lo consideran un símbolo francmasón. En su mano izquierda sostiene una tablilla, que sujeta cerca de su cuerpo. La tablilla evoca la ley o el derecho, y tiene grabada la fecha de la firma de la Declaración de Independencia de los Estados Unidos, escrita en números romanos: JULY IV MDCCLXXVI.

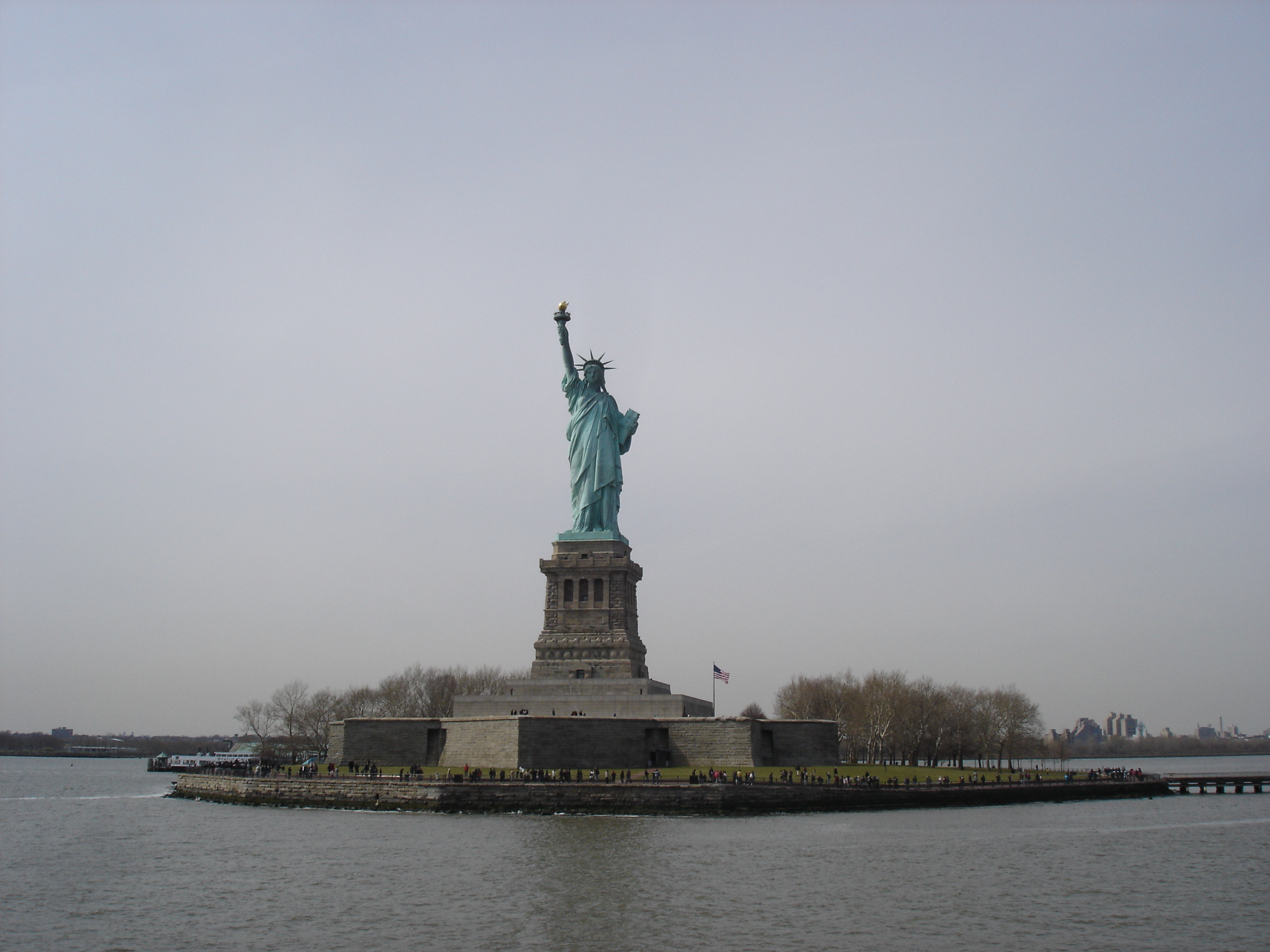
La Estatua de la Libertad y la Isla de la Libertad vistas desde el mar.

La estructura está recubierta con una fina capa de cobre, que reposa sobre un gran armazón de acero inoxidable (que inicialmente era de hierro), a excepción de la llama que está recubierta con láminas de oro. La estructura reposa sobre una base de forma cuadrada, que a su vez se apoya sobre un primer zócalo en forma de estrella irregular de once puntas. La altura de la Estatua de la Libertad es de 46 metros, y alcanza los 93 metros desde el suelo hasta la antorcha. Al pie de la estructura se encuentran cadenas rotas que simbolizan la libertad. La estatua está orientada hacia el Este, es decir hacia Europa, con la que los Estados Unidos comparten pasado y valores.
La coloración verde de la estatua es a causa de reacciones químicas, que produjeron sales de cobre y le dieron su actual color. La mayor parte de las estatuas de cobre situadas en exteriores, salvo que se tomen medidas adicionales, acaban adquiriendo finalmente este tono tras un proceso llamado patinación.
En la base del monumento, una placa de bronce lleva grabada una parte (el final) del soneto de la poetisa estadounidense Emma Lazarus titulado The New Colossus (El nuevo coloso). La placa de bronce no estaba cuando se inauguró, sino que se añadió en 1903. A continuación se muestra la parte del poema que está inscrito en la placa, y su traducción al español:

THE NEW COLOSSUS

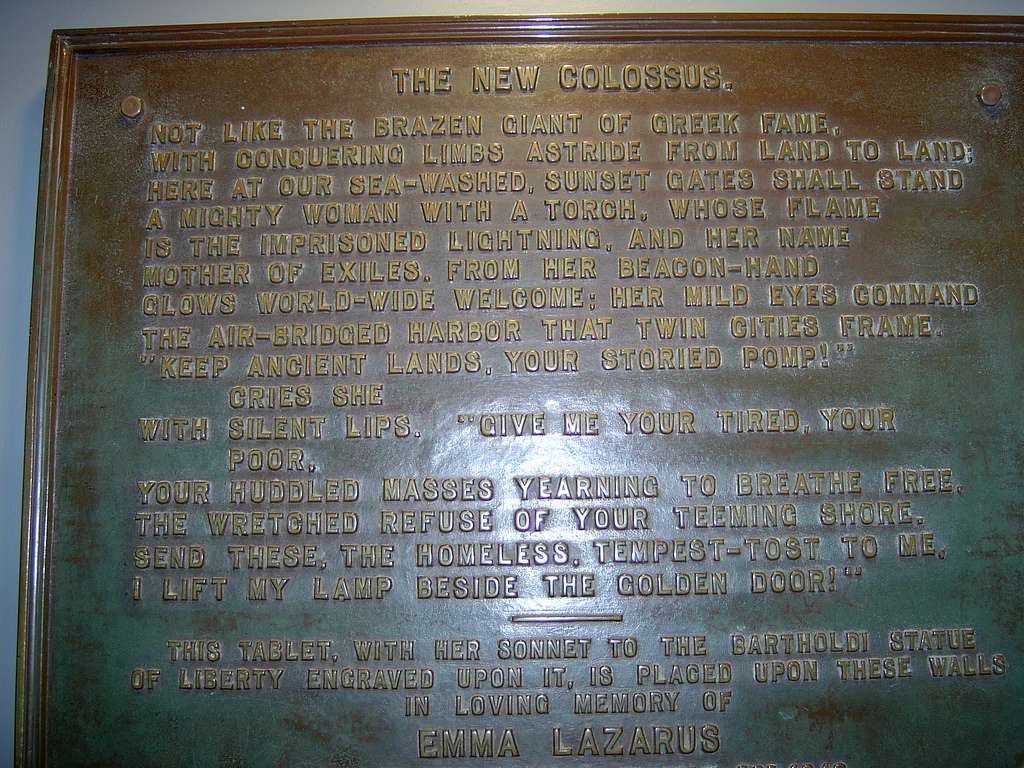
La placa con el poema de Emma Lazarus titulado El nuevo coloso.

Not like the brazen giant of Greek fame,

With conquering limbs astride from land to land;

Here at our sea-washed, sunset gates shall stand

A mighty woman with a torch, whose flame

Is the imprisoned lightning, and her name

Mother of Exiles. From her beacon-hand

Glows world-wide welcome; her mild eyes command

The air-bridged harbor that twin cities frame.

"Keep, ancient lands, your storied pomp!" cries she

With silent lips. "Give me your tired, your poor,

Your huddled masses yearning to breathe free,

The wretched refuse of your teeming shore.

Send these, the homeless, tempest-tossed to me,

I lift my lamp beside the golden door!"
EL NUEVO COLOSO
 No como el mítico gigante griego de bronce,
 De miembros conquistadores a horcajadas de tierra a tierra;
 Aquí en nuestras puertas del ocaso bañadas por el mar se erguirá.
 Una poderosa mujer con una antorcha cuya llama
 Es el relámpago aprisionado, y su nombre.
 Madre de los Desterrados. Desde el faro de su mano
 Brilla la bienvenida para todo el mundo; sus templados ojos dominan
 Las ciudades gemelas que enmarcan el puerto de aéreos puentes
 "¡Guardaos, tierras antiguas, vuestra pompa legendaria!" grita ella.
 "¡Dadme a vuestros rendidos, a vuestros pobres
 Vuestras masas hacinadas anhelando respirar en libertad
 El desamparado desecho de vuestras rebosantes playas
 Enviadme a estos, los desamparados, sacudidos por las tempestades a mí
 ¡Yo elevo mi faro detrás de la puerta dorada!"
Emma Lazarus
The New Colossus (1883)

## ¿Nueva York o Nueva Jersey?

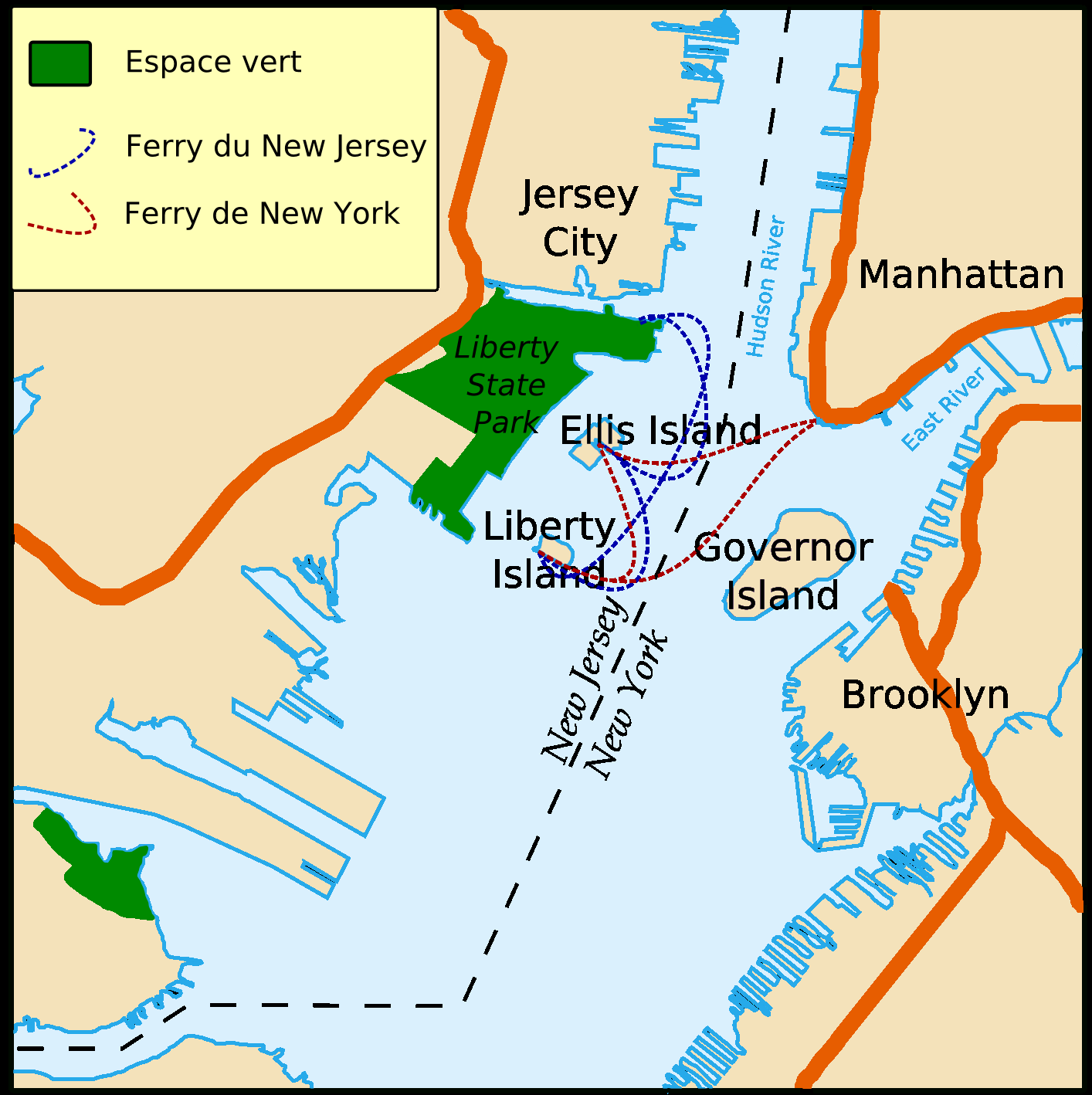
Plano con la ubicación de la estatua, donde se aprecia que la isla de la Libertad se encuentra más próxima a Nueva Jersey.

Debido a la situación de la isla de la Libertad en la porción del río Hudson correspondiente a Nueva Jersey, la titularidad de la estatua no ha estado exenta de controversia.
En 1987 el representante demócrata por Nueva Jersey, Frank J. Guarini, y Gerald McCann, que fuera alcalde de Jersey City, interpusieron una demanda contra la ciudad de Nueva York, afirmando que Nueva Jersey debería ejercer dominio sobre la isla de Libertad dada su situación en la parte de Nueva Jersey del río de Hudson. La isla, bajo jurisdicción federal, se encuentra aproximadamente a 600 metros de distancia de Jersey City y más de tres kilómetros de la ciudad de Nueva York. La Corte Suprema decidió no oír el caso, por lo que el estatus legal existente de las partes de la isla que están sobre el agua no se alteró. Sin embargo, los derechos ribereños sobre toda la tierra sumergida que rodea la estatua pertenecen a Nueva Jersey. Las islas del puerto de Nueva York han sido parte de la ciudad de Nueva York desde la emisión en 1664 de los atípicos estatutos coloniales que crearon Nueva Jersey, que no fijaron, como es habitual, un límite en medio del río Hudson —aunque la frontera para los derechos acuáticos fue fijada más tarde al medio del canal—.
El servicio federal de parques establece que la Estatua de Libertad está en la Isla de Libertad, que es una propiedad federal administrada por el Servicio de Parques Nacionales y que, oficialmente, la isla está localizada dentro de la jurisdicción territorial del estado de Nueva York debido a un pacto entre los gobiernos estatales de Nueva York y Nueva Jersey que emitió una resolución sobre esta cuestión y que fue ratificada por el Congreso en 1834.

## Réplicas

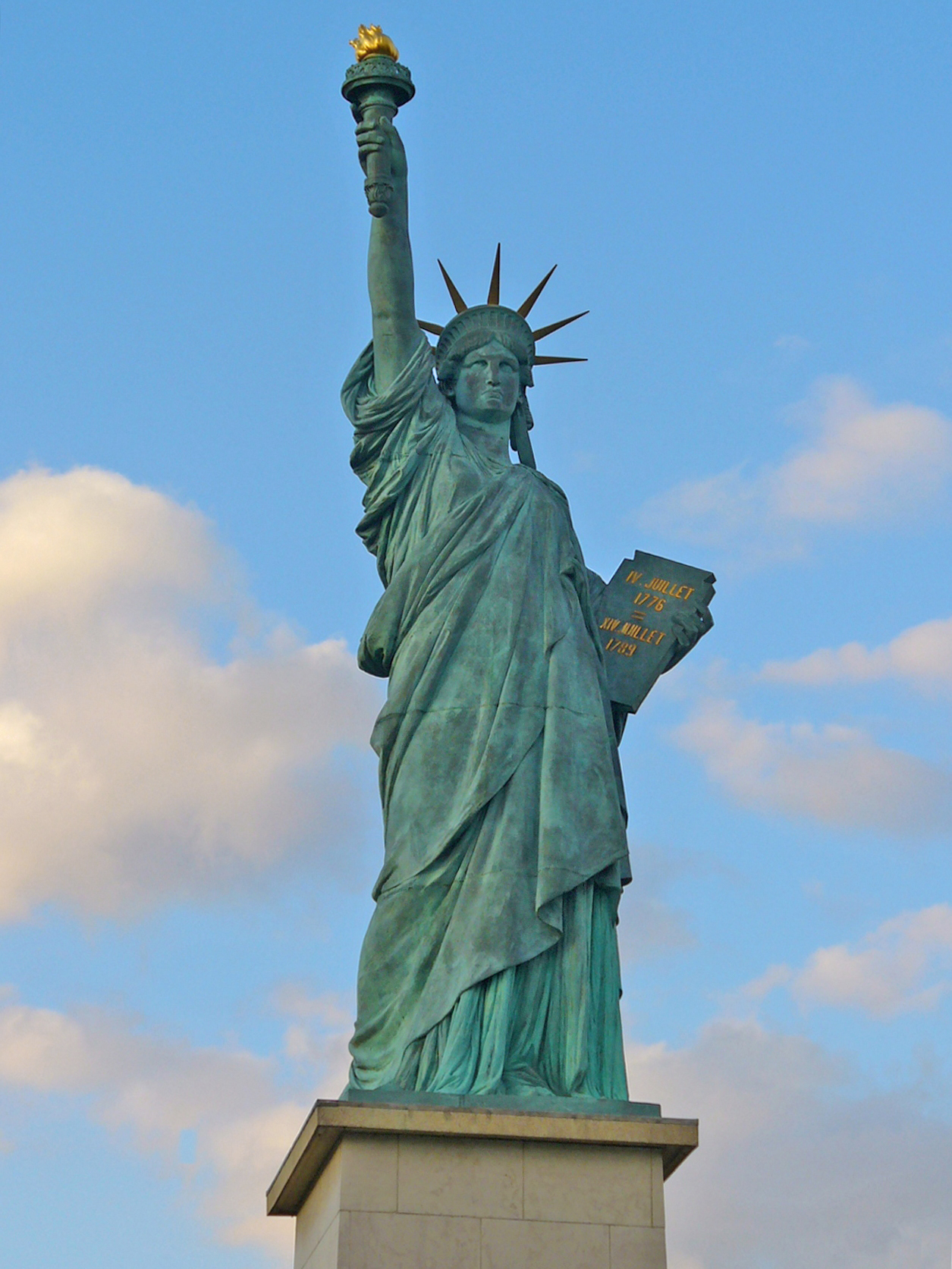
Una de sus principales réplicas, con una altura de 11,50 m, se encuentra situada en una pequeña isla en el río Sena, en París, cerca del antiguo taller de Bartholdi.

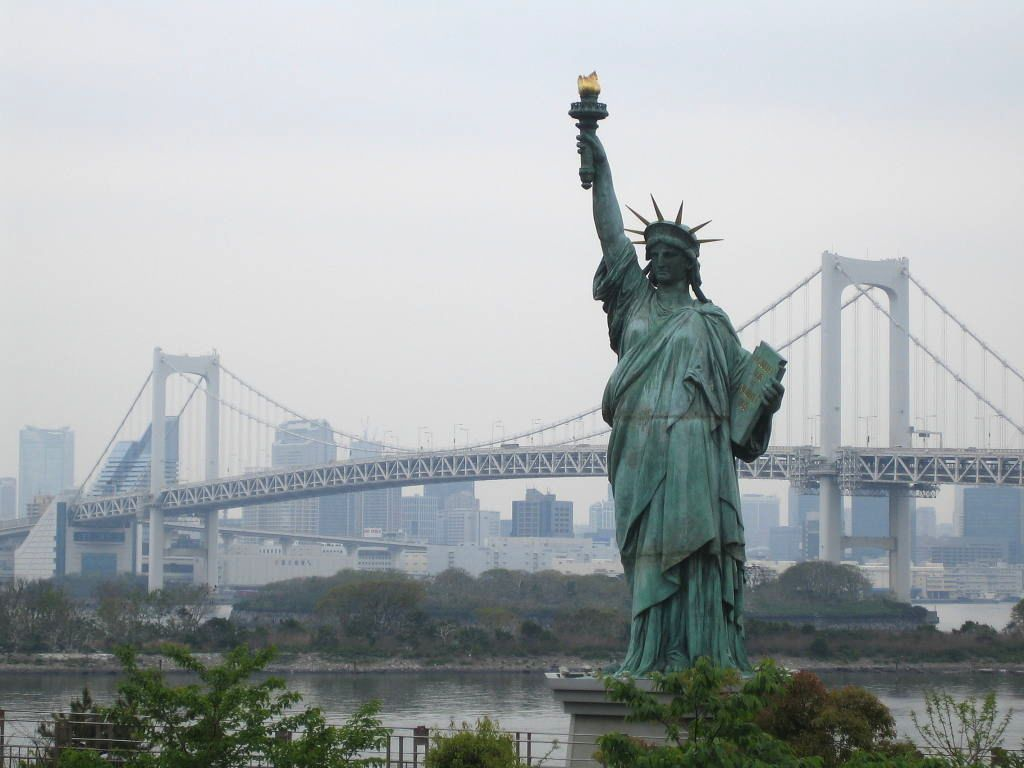
Réplica situada en la isla artificial de Odaiba, en la bahía de Tokio (Japón), con el Rainbow Bridge en segundo plano.

Debido a su consideración de monumento universal, la Estatua de la Libertad ha sido copiada y reproducida a diferentes escalas y en diversos lugares a lo largo de todo el mundo. Estas copias van desde las simples miniaturas vendidas como souvenir en la tienda del museo situado en la base de la estatua, a las reproducciones a gran escala situadas en ciertas ciudades, bien porque forman parte de la historia del monumento o de alguno de sus creadores, o bien porque el original constituye un importante símbolo de la Libertad a través del mundo.
Las primeras miniaturas de la estatua, realizadas por la empresa Gaget, Gauthier & Cie (hecho popularmente asociado al nacimiento de la palabra gadget) fueron comercializadas y distribuidas entre las numerosas personalidades presentes durante la ceremonia de inauguración del 28 de octubre de 1886. Estas primeras reproducciones sirvieron como modelo para diversas réplicas construidas posteriormente. La mayoría de ellas se encuentran hoy en Francia o en los Estados Unidos, sin embargo también las podemos ver en numerosos países, como Argentina, Austria, Alemania, Italia, Japón, China, o incluso Vietnam, antigua colonia francesa.
Entre las principales réplicas francesas del monumento, encontramos la de la Île aux Cygnes (isla de los Cisnes) en París, con una altura de 11,50 m, que se erige en el extremo situado río abajo de la isla (situada en el Sena), a la altura del pont de Grenelle, cerca del antiguo taller de Frédéric Auguste Bartholdi. Hay también una réplica en Colmar, inaugurada en 2004 en la entrada norte de la ciudad, conmemorativa del centenario de la muerte de Bartholdi. Con sus tres toneladas de peso y doce metros de altura, la Miss Liberty de Colmar sobrepasa en cincuenta centímetros a su hermana mayor parisina de la isla de los Cisnes, hasta entonces la más grande de Francia, lo que la convierte también en la réplica auténtica más grande del mundo de la Estatua de la Libertad. Existe también en Barentin, en el Sena Marítimo, una copia en poliéster de 13,5 m y 3,5 t de peso, utilizada en la película de 1965 Le Cerveau (El cerebro), de Gérard Oury. Una réplica de la antorcha de la estatua, la Flamme de la Liberté, regalada por los Estados Unidos a París, está instalado en la place de l'Alma parisina.
En otras partes del mundo, las réplicas más famosas de Lady Liberty o la Dama de la Libertad son las del New York-New York Hotel & Casino en Las Vegas y la de la isla artificial de Odaiba en la bahía de Tokio. En Argentina, se encuentran al menos dos réplicas: una en la plaza Barrancas de Belgrano de la ciudad de Buenos Aires, realizada en hierro rojo patinado y adquirida por encargo de la Municipalidad de Buenos Aires a Francia; las informaciones sobre su inauguración son confusas, algunas fuentes indican que fue emplazada días antes que su par de Nueva York, el 3 de octubre de 1886, pero otras lo anticipan al año 1875. La segunda, realizada posteriormente a la muerte del autor, se halla en la ciudad de Villa Aberastain, en el departamento de Pocito, provincia de San Juan.

## En la cultura popular

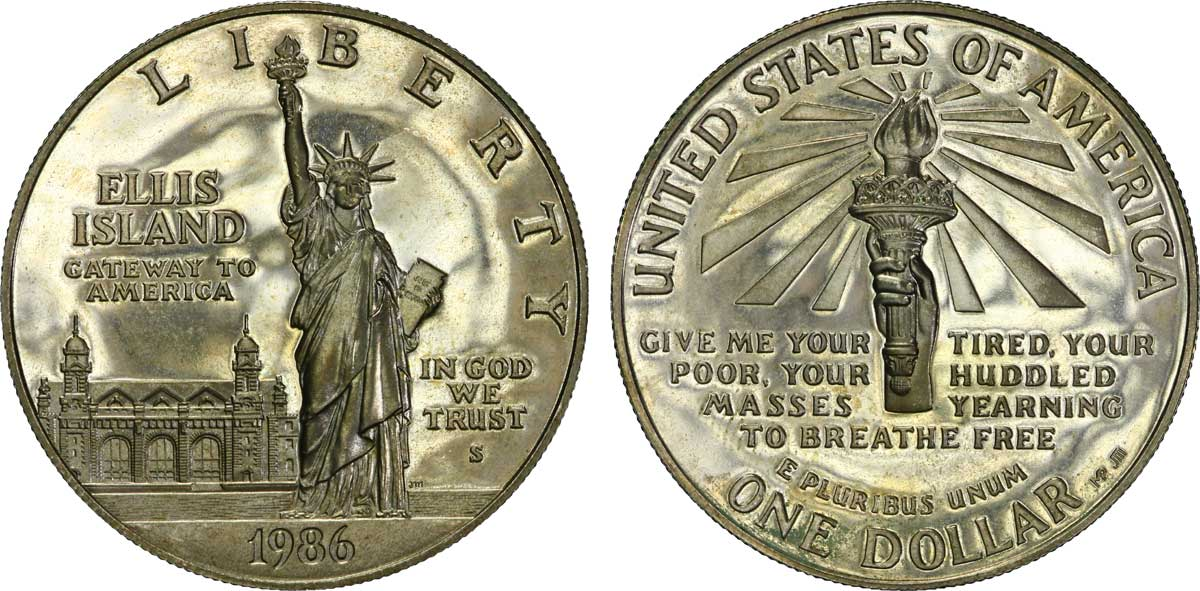
Moneda de 1 dólar estadounidense de 1986.

La Estatua de la Libertad se convirtió muy pronto en un icono popular, apareciendo en numerosos anuncios, imágenes, películas y libros. En 1911, el escritor estadounidense O. Henry hacía dialogar a Miss Liberty con otra estatua. En 1918, el monumento figuraba sobre el anuncio de Victory Loan (préstamo de la victoria) concedido por los Estados Unidos a Europa. En los años 1940 y 1950, numerosas revistas pulp de ciencia ficción mostraban a la estatua rodeada de ruinas y restos de otras épocas. Durante la Guerra Fría, la estatua aparecía a menudo en los carteles de propaganda como símbolo de la libertad o de los Estados Unidos (lógicamente en un sentido u otro, dependiendo del bando en cuestión). Los dibujantes estadounidense la mostraron como la representación de Nueva York tras los atentados del 11 de septiembre de 2001. La publicidad también la utilizó para dar a conocer productos tales como Coca-Cola o una goma de mascar. El monumento figura en las placas de matrícula del estado de Nueva York y en las de Nueva Jersey. La estatua también inspiró a pintores del siglo XX, como a Andy Warhol.
En el cine, la estatua aparece en un gran número de películas, en algunas de ellas con un gran protagonismo. Ya en 1917, en The Immigrant, Charlie Chaplin admira la estatua mientras su barco llega al puerto de Nueva York. En 1942 aparece en la película de Alfred Hitchcock Sabotaje durante el desenlace final. Al final de la primera versión de la película El planeta de los simios, la muestra en un sorprendente final sepultada en parte bajo la arena de una playa. En la película Cazafantasmas 2 logran que la Estatua de la Libertad «cobre vida», recorriendo las calles de Nueva York. En la filmografía más reciente también hace su aparición en películas como X-Men en la que la batalla final se desarrolla en la estatua, en Titanic en donde aparece en una de las escenas finales de la película cuando el Carpathia, el barco con los supervivientes del hundimiento, los lleva a Nueva York. En la pequeña pantalla también aparece con regularidad, como en la serie de televisión Fringe, donde la estatua es la sede del Departamento de Defensa de los Estados Unidos en un universo paralelo.
En la literatura postmoderna, la novela Estados Unidos de Banana (2011) tiene lugar en la Estatua de la Libertad en la pos 11/9 Ciudad de Nueva York, donde Hamlet y Zaratustra se dirigen a liberar al prisionero político puertorriqueño Segismundo, quien se encuentra en las mazmorras de la Estatua de la Libertad, encarcelado durante más de cien años, escondido por su padre, el rey de Estados Unidos de Banana, por el delito de haber nacido.
En el mundo del deporte, la Dama de la Libertad sirve de logotipo para el equipo de la NHL de los New York Rangers y para el equipo de baloncesto femenino de New York Liberty, que compite en la WNBA. Para celebrar el centenario del monumento, el servicio postal francés creó en 1986 un sello que representa la cara de la estatua titulado «Libertad». En el año 2000, el monumento formó parte de las propuestas para designar las nuevas maravillas del mundo, donde resultó finalista. El logotipo de la Universidad de Nueva York recupera la antorcha de la Estatua de la Libertad para mostrar que está al servicio de la ciudad de Nueva York. La antorcha aparece a la vez sobre el sello y sobre el logotipo de la universidad, diseñado por Ivan Chermayeff en 1965. El famoso ilusionista David Copperfield hizo «desaparecer» el monumento en un programa en directo en la televisión en 1983, en uno de sus trucos más memorables.

## La Estatua de la Libertad en cifras
| Altura de la estatua, desde la antorcha hasta la base        | 46,05 m  |
| Altura total del monumento, desde el suelo hasta la antorcha | 92,99 m  |
| Altura desde los pies de la estatua a la corona              | 33,86 m  |
| Altura de la base, desde el suelo hasta la estatua           | 46,94 m  |
| Longitud de la mano                                          | 5,00 m   |
| Dedo índice                                                  | 2,44 m   |
| Cabeza, desde el mentón al cráneo                            | 5,26 m   |
| Ancho de la cabeza                                           | 3,05 m   |
| Ancho de la cintura                                          | 10,67 m  |
| Ancho del ojo                                                | 0,76 m   |
| Longitud de la nariz                                         | 1,37 m   |
| Longitud del brazo derecho                                   | 12,80 m  |
| Ancho del brazo derecho                                      | 3,66 m   |
| Ancho de la boca                                             | 0,91 m   |
| Altura de la tablilla                                        | 7,19 m   |
| Ancho de la tablilla                                         | 4,14 m   |
| Grosor de la tablilla                                        | 0,61 m   |
| Peso del cobre                                               | 31 t     |
| Peso del acero                                               | 125 t    |
| Peso de los cimientos de hormigón                            | 25.500 t |
| Grosor de las planchas de cobre                              | 2,38 mm  |

Fuente: Statue Statistics, National Park Service (16/8/2006). Consultado el 18 de agosto de 2008.